# Триплобласты
Триплобласты[неизвестный термин] (трёхслойные животные, лат. Triploblastica) — многоклеточные организмы, которые в своём эмбриональном развитии после стадии бластулы проходят стадию трёх зародышевых листков: наружного — эктодермы, внутреннего — энтодермы и среднего — мезодермы. Зародышевые листки возникают в процессе гаструляции.
Животные, для которых характерен эмбриогенез данного типа (все высшие животные, начиная с плоских червей), развиваются в билатеральные (двусторонне-симметричные) организмы. Более просто устроенные организмы, такие, как стрекающие (медузы, коралловые полипы, гидры), относятся к двуслойным. Ещё более примитивные — губки (Porifera), вообще не обладают тканевой организацией.